# Cease to Begin
| Críticas profissionais | Críticas profissionais |
| Avaliações da crítica  | Avaliações da crítica  |
| Fonte                  | Avaliação              |
| ---------------------- | ---------------------- |
| allmusic               | link                   |
| Pitchfork Media        | link                   |
| Sputnikmusic           | link                   |
| Relevant Magazine      | link                   |

Cease to Begin é o segundo álbum de estúdio da banda Band of Horses, lançado em 9 de outubro de 2007.

## Faixas
Todas as faixas por Ben Bridwell, Rob Hampton, Creighton Barrett, exceto onde anotado.
1. "Is There a Ghost" — 2:59
2. "Ode to LRC" — 4:16
3. "No One's Gonna Love You" — 3:37
4. "Detlef Schrempf" — 4:28
5. "The General Specific" (Bridwell, Hampton, Barrett, Monroe) — 3:07
6. "Lamb on the Lam (in the City)" — 0:50
7. "Islands on the Coast" — 3:34
8. "Marry Song" — 3:23
9. "Cigarettes, Wedding Bands" — 4:35
10. "Window Blues" — 4:01

## Desempenho nas paradas musicais
| Parada musical (2007)                   | Posição |
| --------------------------------------- | ------- |
| Estados Unidos - Top Independent Albums | 1       |
| Estados Unidos - Billboard 200          | 35      |
| Estados Unidos - Top Internet Albums    | 35      |

## Créditos
- Ben Bridwell — Vocal, guitarra
- Rob Hampton — Guitarra, baixo
- Creighton Barrett — Bateria

Músico adicional
- Ryan Monroe — Teclados